# IC 1918
IC 1918 је спирална галаксија у сазвјежђу Бик која се налази на листи објеката дубоког неба у Индекс каталогу.
Деклинација објекта је + 4° 32' 30" а ректасцензија 3h 26m 17,8s. Привидна величина (магнитуда) објекта IC 1918 износи 14,1 а фотографска магнитуда 14,9. IC 1918 је још познат и под ознакама CGCG 416-9, NPM1G +04.0115, PGC 12834.